# Dosarele X (sezonul 2)
Al doilea sezon al serialului de televiziune științifico-fantastic Dosarele X a început difuzarea pe rețeaua Fox din Statele Unite în perioada 16 septembrie 1994 - 19 mai 1995. Sezonul cuprinde 25 de episoade. Serialul urmărește investigarea unor cazuri paranormale sau supranaturale, cunoscute sub numele de dosarele X, de către agenții Biroului Federal de Investigații Fox Mulder⁠(d) (David Duchovny) și Dana Scully⁠(d) (Gillian Anderson).
Evenimentele celui de-al doilea sezon au loc după închiderea departamentului ca urmare a întâmplărilor din „The Erlenmeyer Flask⁠(d)”, ultimul episod al primului sezon. Pe lângă episoadele independente cu „monstrul săptămânii⁠(d)”, unele continuă dezvoltarea firului narativ centrat pe mitologia conspirației extraterestre⁠(d). Sezonul doi a introdus mai multe personaje episodice — informatorul X⁠(d) (Steven Williams); Alex Krycek⁠(d) (Nicholas Lea), agent dublu și partenerul lui Mulder pentru scurt timp; și vânătorul de recompense⁠(d) (Brian Thompson), un asasin extraterestru care își schimbă înfățișarea.
Povestea serialului a fost afectată de sarcina actriței Gillian Anderson. Echipa a decis ca personajul să fie răpit de extratereștri pentru a explica absența sa și i-au permis să apară în stare comatoasă două episoade mai târziu. Sezonul a câștigat șapte nominalizări la Premiile Primetime Emmy⁠(d). Primul episod - „Little Green Men⁠(d)” - a debutat cu un rating Nielsen de 10,3 și a fost vizionat în 9,8 milioane de gospodării, marcând o creștere vizibilă a spectatorilor față de anul precedent. Inițial pe locul 111, serialul s-a clasat pe locul 63 în cadrul sezonului de televiziune 1994-1995⁠(d). Mai mult, cel de-al doilea sezon a primit în general recenzii pozitive din partea criticilor de televiziune.

## Rezumat
Dana Scully (Gillian Anderson) este repartizată la Academia FBI, iar Fox Mulder (David Duchovny) este însărcinat cu supravegherea unor suspecți de crimă. După ce investighează cazurile extraterestre la Observatorul Arecibo din Puerto Rico, Mulder primește un nou partener, Alex Krycek (Nicholas Lea), și intră în contact cu un informator secret - X (Steven Williams). Când Duane Barry, victimă a răpirilor extraterestre, ia ostatice patru persoane, Mulder este trimis să negocieze eliberare acestora. În cele din urmă, Barry o răpește pe Scully și o transportă pe muntele Skyland, dispus să le-o ofere extratereștrilor în schimbul vieții sale. Mulder, aflat pe urmele lor, este împiedicat de Krycek, care se dovedește a fi un agent secret aflat în slujba Fumătorului⁠(d) (William B. Davis). Când Mulder ajunge la muntele Skyland, Scully este de negăsit. Barry, care insistă că extratereștrii au luat-o, moare la scurt timp după un interogatoriu desfășurat de Krycek. Când Krycek dispare, Walter Skinner (Mitch Pileggi) decide redeschiderea Dosarelor X.
Scully este găsită patru săptămâni mai târziu într-un spital în stare comatoasă, însă nimeni nu știe cum a ajuns acolo. X îi oferă informații lui Mulder despre răpitorii partenerei sale, dar sora lui Scully, Melissa, îl convinge să vină la spital. Scully își revine și se întoarce la muncă la scurt timp după aceea. Mai târziu, în timp ce investighează injectarea de material biologic extraterestru în adolescenți din Wisconsin, agenții îl întâlnesc pe ucigașul lui Deep Throat; acesta este ucis ulterior de șeriful local.
În cadrul unei investigații despre uciderea unor medici identici, agenții intră în contact cu un vânător de recompense extraterestru (Brian Thompson) - ființă care-și poate schimba înfățișarea - responsabil de asasinarea mai multor clone extraterestre. Pe parcursul investigației, o tânără care pretinde că este Samantha, sora lui Mulder, îi dezvăluie acestuia obiectivele asasinului și că îl poate identifica. După ce Scully este răpită de vânătorul de recompense, Mulder este forțat să facă un schimb de prizonieri - sora sa în schimbul partenerei sale. Într-o încercarea de asasinare a vânătorului, Samantha își pierde viața. Totuși, se dezvăluie că tânăra este una dintre numeroasele clone extraterestre ale Smanthei. Cu ajutorul lui X, Mulder îl urmărește pe vânătorul de recompense până la un submarin din Arctica. Acesta este salvat de Scully înainte să-și piardă viața ca urmare a expunerii la sângele toxic al vânătorului.
Când un hacker îi oferă lui Mulder o casetă cu informații clasificate despre extratereștri, agentul constată că acestea sunt scrise în limba navajo. Fumătorul încearcă să găsească caseta și îl vizitează pe tatăl lui Mulder. La scurt timp după conversație, William Mulder este ucis de Krycek. Scully călătorește împreună cu Mulder în New Mexico pentru a-l întâlni pe Albert Hosteen (Floyd Westerman), un code talker⁠(d) din Al Doilea Război Mondial, singurul care poate traduce caseta. Nepotul lui Albert îl conduce pe Mulder până la un vagon plin de cadavre extraterestre. Fumătorul descoperă locația agentului și distrugere conținutul vagonului.

## Producție

### Dezvoltare și scenariu

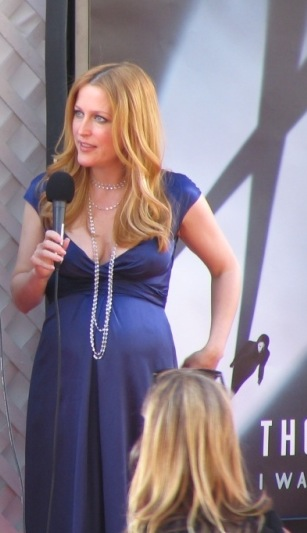
Sarcina actriței Gillian Anderson a alterat povestea sezonului (în imagine, Anderson însărcinată cu cel de-al treilea copil al său).

Primul episod al sezonului urma să fie scris de Chris Carter, creatorul serialului, și prezenta plecarea lui Mulder la Moscova. Producătorii și-au dorit să filmeze episodul în Rusia, însă planul a fost abandonat. Din moment ce Carter nu a reușit să finalizeze ideea scenariului, coproducătorii executivi Glen Morgan, James Wong și Howard Gordon⁠(d) au scris „Little Green Men⁠(d)”; era primul episod al serialului în care apărea un extraterestru. Între timp, Carter a scris scenariul episodului „Duane Barry⁠(d)”.
După încheierea primului sezon, producătorii s-au confruntat cu problema sarcinii lui Gillian Anderson. O parte din directorii rețelei au propus alegerea unei alte actrițe pentru rolul lui Dana Scully, însă Carter a refuzat categoric. Deși au luat în considerare posibilitatea ca personajul să nască un copil extraterestru, producătorii au decis ulterior ca Scully să fie răpită și să apară în stare comatoasă câteva episoade mai târziu. Această decizie a fost caracterizată de producătorul executiv Frank Spotnitz⁠(d) drept „cel mai bun lucru care i s-a întâmplat vreodată serialului”, deoarece a contribuit la dezvoltarea complexității mitologiei⁠(d) prezentate în diferite episoade pe parcursul serialului. Scriitorii au decis să închidă departamentul dosarelor X la sfârșitul primului sezon și să-i separe pe protagoniști în primele episoade ale celui de-al doilea. La începutul sezonului, în încercarea de a ascunde sarcina actriței, producătorii au utilizat „unghiuri cinematografice neobișnuite, trenciuri și scene în care personajul său este așezat”. Episoadele „Duane Barry” și „Ascension⁠(d)” au prezentat răpirea lui Scully și redeschiderea dosarelor X. Anderson nu apare în următorul episod - „3⁠(d)”.

### Distribuție
Al doilea sezon a introdus personajul Dl. X⁠(d) (Steven Williams), înlocuitorul lui Deep Throat⁠(d), asasinat în episodul „The Erlenmeyer Flask”, și noua sursa de informații secrete a agentului FBI Fox Mulder. Cu toate că personajul urma să fie de sex feminin, actrița Natalia Nogulich⁠(d) fiind deja alesă să interpreteze rolul lui X, aceasta a fost înlocuită ulterior de Williams, deoarece scriitorii nu considerau că există „chimie potrivită” între ea și ceilalți actori din distribuție. Spre deosebire de Deep Throat, ale cărui intenții erau altruiste, X reprezintă un personaj egoist și speriat. Nicholas Lea a avut un rol minor în episodul „Gender Bender⁠(d)” și a fost ales în cele din urmă să-l interpreteze pe Alex Krycek⁠(d). Deși trebuia să fie doar un înlocuitor temporar pentru Scully, personajul a rămas în distribuție pentru următoarele șapte sezoane.
În timpul producției, Duchovny i-a spus lui Carter: „Nu ar fi grozav dacă am avea ca un vânător de recompense extraterestru?”. Impresionat de ideea actorului, Carter și Spotnitz au creat un vânător de recompense extraterestru⁠(d) pentru episoadele „Colony⁠(d)” și „End Game⁠(d)”. Brian Thompson și un alt actor s-au prezentat la probe⁠(d) pentru acest rol. Știind că personajul urma să apară de mai multe ori pe parcursul serialului, Spotnitz l-a ales pe Thompson datorită „chipului distinct”. Megan Leitch⁠(d) a apărut în rolul unei clone mature a Samanthei Mulder⁠(d) și va continua să interpreteze personajul pe parcursul celorlalte sezoane. În viziunea creatorului Chris Carter, tânăra nu era adevărata Samantha, deoarece povestea ar fi devenit „pur științifico-fantastică” și mult prea „ridicolă”. Darren McGavin⁠(d), vedeta serialului Kolchak: The Night Stalker⁠(d), a refuzat rolul senatorului Matheson în „Little Green Men” și pe cel al lui William Mulder în episoadele „Colony” și „End Game”; rolurile au fost preluate de Raymond J. Barry⁠(d), respectiv de Peter Donat⁠(d). A acceptat însă să-l interpreteze pe fondatorul departamentului însărcinat cu rezolvarea dosarelor X, Arthur Dales, în sezonul cinci⁠(d).

### Echipa
Carter a fost producător executiv, showrunner⁠(d) și a scris șapte episoade. Coproducătorii executivi Glen Morgan și James Wong au redactat ultimele lor cinci episoade pentru serial înainte să părăsească echipa scriitorilor, dar au revenit în calitate de producători consultanți pentru sezonul patru. Producătorul senior Howard Gordon⁠(d) a scris cinci episoade, Frank Spotnitz⁠(d) două episoade, iar David Duchovny a colaborat cu Carter la alte două episoade. Darin Morgan⁠(d), fratele producătorului Glen Morgan, a contribuit la un episod scris de fratele său și James Wong. Paul Brown a devenit producător pentru Dosarele X și a scris două episoade. Următorii producători și scriitori au contribuit la al doilea sezon: Sara B. Charno (2 episoade), Vince Gilligan (1 episod), Alex Gansa⁠(d) (1 episod), Chris Ruppenthal⁠(d) (1 episod independent) și Steve De Jarnatt⁠(d) (1 episod independent). Paul Rabwin⁠(d) și-a păstrat funcția de producător, iar Joseph Patrick Finn a fost promovat în această poziție pentru acest sezon.
Lista regizorilor îi include pe Rob Bowman, David Nutter, Kim Manners⁠(d) și producătorul executiv R.W. Goodwin⁠(d). Aceștia au regizat majoritatea episoadelor celui de-al doilea sezon: Bowman (7 episoade), Nutter (cinci episoade), Manners (2 episoade) și Godwin (2 episoade). Chris Carter și-a făcut debutul regizor în acest sezon, în timp ce Daniel Sackheim⁠(d), Michael Lange⁠(d), James Contner⁠(d), James Whitmore, Jr.⁠(d), Michael Vejar⁠(d), Nick Marck⁠(d), Stephen Surjik⁠(d) și Win Phelps au regizat fiecare câte un episod.

## Distribuție

### Actori principali
- David Duchovny - agentul FBI Fox Mulder
- Gillian Anderson - agentul FBI Dana Scully[a]

1. ↑  Anderson nu apare în episodul „3”.

### Actori secundari
- Mitch Pileggi - Walter Skinner
- Steven Williams - X
- William B. Davis - Cigarette Smoking Man
- Nicholas Lea - Alex Krycek
- Tom Braidwood - Melvin Frohike
- Bruce Harwood - John Fitzgerald Byers
- Dean Haglund - Richard Langly
- Peter Donat - William Mulder

### Actori invitați
- Sheila Larken - Margaret Scully
- Megan Leitch - Samantha Mulder
- Steve Railsback - Duane Barry
- Brian Thompson - vânătorul de recompense extraterestru
- Raymond J. Barry - Richard Matheson
- Nick Chinlund - Donnie Pfaster
- Don S. Davis - William Scully
- Lindsey Ginter - asasin din grupul Men in Black
- Melinda McGraw - Melissa Scully
- Rebecca Toolan - Teena Mulder
- Floyd Westerman - Albert Hosteen

## Episoade
Episoadele marcate cu crucea dublă (‡) sunt episoade cu elemente din mitologia serialului⁠(d).
| Nr. în serial | Nr. în sezon | Titlu                      | Regizat de          | Scris de                                                            | Data difuzării     | Cod de producție | U.S. telespectatori (milioane) |
| --- | ------------ | -------------------------- | ------------------- | ------------------------------------------------------------------- | ------------------ | ---------------- | ------------------------------ |
| 25 | 1            | „Little Green Men⁠(d)”      | David Nutter        | Glen Morgan & James Wong                                            | 16 septembrie 1994 | 2X01             | 16.1                           |
| Odată cu închiderea dosarelor X, agentul FBI Fox Mulder călătorește de unul singur la Observatorul Arecibo din Puerto Rico la sfatul senatorului Richard Matheson. Îngrijorată de siguranța partenerului său, agenta Dana Scully încearcă să-i descopere locația înainte ca altcineva sau altceva să o facă.                                                                                   |              |                            |                     |                                                                     |                    |                  |                                |
| 26 | 2            | „The Host⁠(d)”              | Daniel Sackheim     | Chris Carter                                                        | 23 septembrie 1994 | 2X02             | 15.9                           |
| Când trupul descompus al unui bărbat este găsit în canalizarea din Newark, Mulder este însărcinat cu investigarea cazului. Autopsia cadavrului dezvăluie că acesta conține viermi-paraziți, iar cei doi agenți descoperă ulterior sursa acestora: un om-trematod - creatură născută în urma accidentului de la Cernobîl.                                                                       |              |                            |                     |                                                                     |                    |                  |                                |
| 27 | 3            | „Blood⁠(d)”                 | David Nutter        | Poveste de: Darin Morgan Scenariu de: Glen Morgan & James Wong      | 30 septembrie 1994 | 2X03             | 14.8                           |
| Îndemnați să ucidă de mesajele afișate de electrocasnice, numeroși locuitori dintr-o mică comunitate agricolă devine brusc violenți și periculoși. |              |                            |                     |                                                                     |                    |                  |                                |
| 28 | 4            | „Sleepless⁠(d)”             | Rob Bowman          | Howard Gordon                                                       | 7 octombrie 1994   | 2X04             | 13.4                           |
| Mulder și noul său partener - agentul Alex Krycek - investighează uciderea mai multor doctori și soldați, foști participanți în cadrul unui experiment despre efectele privării de somn⁠(d). |              |                            |                     |                                                                     |                    |                  |                                |
| 29 | 5            | „Duane Barry⁠(d)”           | Chris Carter        | Chris Carter                                                        | 14 octombrie 1994  | 2X05             | 13.9                           |
| Fostul agent FBI Duane Barry evadează dintr-un spital de psihiatrie și ia ostatici mai multe persoane într-o agenție de turism. Mulder și Krycek sunt trimiși să negocieze eliberarea acestora, deoarece bărbatul pretinde că a fost răpit de extratereștri. |              |                            |                     |                                                                     |                    |                  |                                |
| 30 | 6            | „Ascension⁠(d)”             | Michael Lange       | Paul Brown                                                          | 21 octombrie 1994  | 2X06             | 15.5                           |
| Agentul FBI Duane Barry o răpește pe Dana Scully și pornește spre muntele Skyland, hotărât să le-o ofere extratereștrilor în schimbul său. Mulder pornește pe urmele lor și face tot posibilul să își găsească partenera. |              |                            |                     |                                                                     |                    |                  |                                |
| 31 | 7            | „3⁠(d)”                     | David Nutter        | Chris Ruppenthal and Glen Morgan & James Wong                       | 4 noiembrie 1994   | 2X07             | 15.0                           |
| Walter Skinner redeschide dosarele X, însă Mulder este în continuare afectat de dispariția lui Scully. Acesta investighează o serie de crime ritualice în Los Angeles și descoperă că sunt comise de un grup de vampiri. |              |                            |                     |                                                                     |                    |                  |                                |
| 32 | 8            | „One Breath⁠(d)”            | R. W. Goodwin       | Glen Morgan & James Wong                                            | 11 noiembrie 1994  | 2X08             | 15.3                           |
| Scully este descoperită în stare comatoasă într-un spital, iar Mulder încearcă să găsească persoanele responsabile. |              |                            |                     |                                                                     |                    |                  |                                |
| 33 | 9            | „Firewalker⁠(d)”            | David Nutter        | Howard Gordon                                                       | 18 noiembrie 1994  | 2X09             | 15.2                           |
| Mulder și Scully investighează moartea unui cercetător într-o stațiune de cercetare izolată și descoperă o nouă specie letală de fungi. |              |                            |                     |                                                                     |                    |                  |                                |
| 34 | 10           | „Red Museum⁠(d)”            | Win Phelps          | Chris Carter                                                        | 9 decembrie 1994   | 2X10             | 16.1                           |
| Câțiva adolescenți din Wisconsin sunt găsiți rătăcind prin pădure în lenjerie intimă, cu mesajul „El este unul” mâzgălit pe spate, iar Mulder și Scully călătoresc în regiunea cunoscută pentru produsele din carne pentru a investiga acest comportament absurd. Singurul lucru ieșit din comun este prezența unui misterios cult vegetarian în zonă.                                         |              |                            |                     |                                                                     |                    |                  |                                |
| 35 | 11           | „Excelsis Dei⁠(d)”          | Stephen Surjik      | Paul Brown                                                          | 16 decembrie 1994  | 2X11             | 14.2                           |
| Cei doi agenți cercetează cazul unei asistente medicale agresate și violate într-un azil de bătrâni - cazul reprezintă un dosar-X, deoarece victima susține că atacatorul era invizibil și îl consideră vinovat pe un pacient de 74 de ani. |              |                            |                     |                                                                     |                    |                  |                                |
| 36 | 12           | „Aubrey⁠(d)”                | Rob Bowman          | Sara B. Charno                                                      | 6 ianuarie 1995    | 2X12             | 16.2                           |
| Un detectiv descoperă în mod misterios rămășițele unui agent FBI dat dispărut în anii 1940 în timpul investigării unui caz de crimă similar cu unul anchetat în prezent, iar Mulder și Scully sunt convinși că genele violente ale primului ucigaș au fost moștenite de nepotul său. |              |                            |                     |                                                                     |                    |                  |                                |
| 37 | 13           | „Irresistible⁠(d)”          | David Nutter        | Chris Carter                                                        | 13 ianuarie 1995   | 2X13             | 14.7                           |
| Profanarea mai multor morminte și cadavre în Minneapolis este pusă pe seama intervenției extratereștrilor, iar Mulder și Scully sunt chemați să investigheze cazul. Mulder respinge această ipoteză și consideră că autorul este un fetișist. |              |                            |                     |                                                                     |                    |                  |                                |
| 38 | 14           | „Die Hand Die Verletzt⁠(d)” | Kim Manners         | Glen Morgan & James Wong                                            | 27 ianuarie 1995   | 2X14             | 17.7                           |
| Mulder și Scully călătoresc în Milford Haven, New Hampshire pentru a investiga moartea unui adolescent într-un presupus ritual ocult. Sosirea lor tulbură o parte din profesorii liceului local, membri ai unui tainic cult satanist, iar aceștia încercă să-și ascundă urmele. Cu toate acestea, o forță misteriosă pare să intervină în viața persoanelor anchetate.                         |              |                            |                     |                                                                     |                    |                  |                                |
| 39 | 15           | „Fresh Bones⁠(d)”           | Rob Bowman          | Howard Gordon                                                       | 3 februarie 1995   | 2X15             | 17.8                           |
| Într-o dimineață, măcinat de halucinații înfricoșătoare, soldatul Jack McAlpin intră cu mașina într-un copac pictat cu un simbol voodoo. Deoarece este al doilea soldat a cărui moarte este asociată cu simbolul respectiv, Mulder și Scully vizitează centrul de procesare pentru refugiații haitieni în care lucrau cei doi și descoperă că decesele sunt cauzate de un ougan⁠(d).            |              |                            |                     |                                                                     |                    |                  |                                |
| 40 | 16           | „Colony⁠(d)”                | Nick Marck          | Poveste de: David Duchovny & Chris Carter Scenariu de: Chris Carter | 10 februarie 1995  | 2X16             | 15.9                           |
| Agenții investighează uciderea mai multor clone umane, angajate în diferite clinici de avort, de către un vânător de recompense extraterestru. |              |                            |                     |                                                                     |                    |                  |                                |
| 41 | 17           | „End Game⁠(d)”              | Rob Bowman          | Frank Spotnitz                                                      | 17 februarie 1995  | 2X17             | 17.5                           |
| În această continuare a episodului „Colony”, vânătorul de recompense extraterestru o răpește pe Scully și este dispus să-i dea drumul în schimbul Samanthei Mulder. Prins între ciocan și nicovală, Mulder îi cere ajutorul directorului adjunct Skinner și cei doi pun la cale un plan de asasinare a vânătorului.                                                                            |              |                            |                     |                                                                     |                    |                  |                                |
| 42 | 18           | „Fearful Symmetry⁠(d)”      | James Whitmore, Jr. | Steve De Jarnatt                                                    | 24 februarie 1995  | 2X18             | 16.5                           |
| Moartea unui constructor federal și distrugerea mai mult proprietăți sunt puse pe seama unui elefant evadat, însă martorii susțin că nu au observat animale în zonă. Mai târziu, Mulder și Scully vizitează o grădină zoologică ale cărei animale nu au avut niciodată o naștere reușită. |              |                            |                     |                                                                     |                    |                  |                                |
| 43 | 19           | „Død Kalm⁠(d)”              | Rob Bowman          | Poveste de: Howard Gordon Scenariu de: Howard Gordon & Alex Gansa   | 10 martie 1995     | 2X19             | 17.1                           |
| Descoperirea unei bărci de salvare cu supraviețuitori de pe o navă militară a marinei americane este următorul caz investigat de cei doi agenți. Mulder este uimit de faptul că toți acești marinari par să fi îmbătrânit multe decenii în decurs de câteva zile. Cei doi călătoresc în Norvegia și pornesc spre ultimul loc în care a fost observată misterioasa navă.                        |              |                            |                     |                                                                     |                    |                  |                                |
| 44 | 20           | „Humbug⁠(d)”                | Kim Manners         | Darin Morgan                                                        | 31 martie 1995     | 2X20             | 15.7                           |
| Mulder și Scully investighează o serie de crime într-o comunitate de foști artiști de circ. Mulder suspectează că ucigașul este misterioasa „sirenă din Fiji⁠(d)”, dar Scully susține că întreaga poveste este o simplă farsă. |              |                            |                     |                                                                     |                    |                  |                                |
| 45 | 21           | „The Calusari⁠(d)”          | Michael Vejar       | Sara B. Charno                                                      | 14 aprilie 1995    | 2X21             | 12.9                           |
| O fotografie realizată chiar înainte de moartea unui băiat de doi ani dovedește prezența unei forțe supranaturale și îi stârnește interesul lui Mulder. Când un alt deces are loc în familie, bunica maternă cere ajutorul unor ritualiști români - numiți „călușari” - pentru curăța casa de prezența răului și proteja viața ultimului copil al familiei.                                    |              |                            |                     |                                                                     |                    |                  |                                |
| 46 | 22           | „F. Emasculata⁠(d)”         | Rob Bowman          | Chris Carter & Howard Gordon                                        | 28 aprilie 1995    | 2X22             | 14.0                           |
| După moartea mai multor deținuți din cauza unei boli misterioase, Scully încearcă să-i descopere originea, iar Mulder pleacă în căutarea a doi prizonieri evadați pentru a împiedica răspândirea bolii. |              |                            |                     |                                                                     |                    |                  |                                |
| 47 | 23           | „Soft Light⁠(d)”            | James Contner       | Vince Gilligan                                                      | 5 mai 1995         | 2X23             | 12.9                           |
| Cei doi investighează o serie de dispariții inexplicabile. Mulder ia în considerare posibilitate ca persoanele să fi murit prin combustie spontană, dar își schimbă opinia când descoperă un bărbat căruia îi este frică de propria umbră. Acesta este Dr. Banton, un om de știință ale cărui cercetări se axează pe materia întunecată.                                                       |              |                            |                     |                                                                     |                    |                  |                                |
| 48 | 24           | „Our Town⁠(d)”              | Rob Bowman          | Frank Spotnitz                                                      | 12 mai 1995        | 2X24             | 14.5                           |
| Mulder și Scully sunt trimiși în Dudley, Arkansas, în căutarea unui inspector dispărut. Cazul ia o întorsătură ciudată când un alt muncitor din industria avicolă este împușcat în timpul unui episod de mânie, iar Mulder suspectează că o parte din locuitorii orașului sunt canibali. |              |                            |                     |                                                                     |                    |                  |                                |
| 49 | 25           | „Anasazi⁠(d)”               | R. W. Goodwin       | Poveste de: David Duchovny & Chris Carter Scenariu de: Chris Carter | 19 mai 1995        | 2X25             | 16.6                           |
| O casetă cu documente guvernamentale secrete ajunge în posesia agenților, iar cei doi încearcă să îi decodifice conținutul. Fișierele sunt scrise în limba navajo și este nevoie de intervenția unui spărgători de coduri amerindian. În același timp, sănătatea mintală a lui Mulder se deteriorează treptat și cadavrul unui extraterestru este descoperit într-o rezervație din New Mexico. |              |                            |                     |                                                                     |                    |                  |                                |

## Recepție

### Ratinguri
Al doilea sezon din Dosarele X a debutat cu episodul „Little Green Men” pe 16 septembrie 1994. Acesta a obținut un rating Nielsen de 10.3 (aproximativ 10.3% din toate gospodăriile echipate cu televizor) și o cotă de 19. Episodul a fost vizionat în 9,8 milioane de gospodării, o creștere a numărului de telespectatori față de finalul primului sezon, „The Erlenmeyer Flask”, vizionat în 8,3 milioane de gospodării. La acea vreme, „Little Green Men” a fost cel mai bine cotat episod al serialului. Pe parcursul celui de-al doilea sezon, ratingurile au început să crească, ajungând în punctul culminant cu episodul „Fresh Bones⁠(d)”, vizionat în 10,8 milioane de gospodării. Cel mai slab episod în materie de audiență a fost „The Calusari⁠(d)”; acesta a fost vizionat în 7,9 milioane de gospodării și a primit un rating de 8,3/16. Ultimul episod al sezonului - „Anasazi⁠(d)” - a obținut un rating Nielsen de 10.1, o cotă de 18 și a fost vizionat în 9,6 milioane de gospodării, o creștere cu 13.5% a numărului de gospodării în comparație cu finalul sezonului precedent. În baza ratingurilor sale, serialul a fost clasat pe locul 63 în timpul sezonului de televiziune 1994–95⁠(d).

### Recenzii
The DVD Journal a acordat 4 din 4 stele sezonului. Recenzia a scos în evidență episoadele „The Host⁠(d)”, „Duane Barry⁠(d)”, „Ascension⁠(d)”, „Anasazi”, memorabilul „ Humbug⁠(d)” și prezentarea familiilor Mulder și Scully atât în „ Colony ”, cât și „One Breath⁠(d)”. IGN a acordat sezonului nota 9 din 10, fiind considerat o îmbunătățire față de primul sezon datorită explorării de noi teritorii și faptului că „evoluția personajelor dă strălucire serialului în ciuda intrigilor sale familiare”. În cartea Wanting to Believe: A Critical Guide to The X-Files, Millennium & The Lone Gunmen, autorii Robert Shearman⁠(d) și Lars Pearson⁠(d) au acordat 5 din 5 stele episoadelor „Little Green Men”, „ Duane Barry”, „One Breath”, „Irresistible⁠(d)”, „Die Hand Die Verletzt⁠(d)” și „Anasazi”. Episoadele „3”, „Excelsis Dei⁠(d)” și „The Calusari” au primit recenzii negative.
Numeroși critici au considerat povestea din „Duane Barry”/ „Ascension”/„One Breath” drept cea mai bună parte a sezonului. Shearman caracterizează cele trei episoade ca fiind punctul culminant al sezonului, menționând că „intimitatea” și „sinceritatea emoției” episoadelor au permis mitologiei din Dosarele X să continue pentru încă șapte sezoane. În cartea Examination: An Unauthorized Look at Seasons 6–9 of the X-Files, scriitorul Tom Kessenich a numit povestea dezvoltată pe parcursul celor trei episoade ca fiind „un moment definitoriu pentru serial”.

### Premii
Al doilea sezon a primit șapte nominalizări la Premiile Primetime Emmy⁠(d), inclusiv la categoria „cel mai bun serial dramatic”. Episodul „Duane Barry” a obținut patru nominalizări: CCH Pounder⁠(d) la categoria „cea mai bună actriță invitată într-un serial dramatic⁠(d)”, Chris Carter la categoria „cel mai bun scenariu pentru un serial dramatic⁠(d)”, James Coblentz la categoria „Outstanding Individual Achievement in Editing for a Series – Single Camera Production⁠(d)” și la categoria „cel mi bun sunet pentru un serial dramatic⁠(d)”. John S. Bartley a fost nominalizat la categoria „cea mai bună imagine⁠(d)” pentru episodul „One Breath” și Stephen Mark la categoria „Outstanding Individual Achievement in Editing for a Series – Single Camera Production” pentru „Sleepless”. De asemenea, serialul va câștiga Globul de Aur la categoria „cel mai bun serial de televiziune dramatic”.